# Myospila argentata
Myospila argentata este o specie de muște din genul Myospila, familia Muscidae. A fost descrisă pentru prima dată de Walker în anul 1856. Conform Catalogue of Life specia Myospila argentata nu are subspecii cunoscute.